# Paraa
Koordinaten: 2° 17′ N, 31° 34′ O
Paraa ist die einzige Siedlung inmitten des Murchison Falls National Park im Nordwesten Ugandas am Südufer des Nils unweit des Albertsees.
Da alle Einwohner Mitarbeiter der Nationalparkverwaltung, Angestellte des Campingplatzes, der Lodge oder des Fährbetriebes über den Viktoria-Nil oder mit ihnen dort wohnende Familienangehörige sind, nur von einer Ansiedlung, nicht jedoch von einem Dorf gesprochen werden. In Paraa leben etwa 300 Menschen, es gibt eine Grundschule und auch eine Tankstelle. Der Flugplatz Pakuba, eine Flugpiste für Kleinflugzeuge, liegt 13 Kilometer entfernt.
Die Siedlung wurde in den 1950er Jahren erbaut. Während des ugandischen Bürgerkrieges und der nachfolgenden Wirren wurden alle Gebäude völlig verwüstet und ab 1991 wieder aufgebaut.
Der Name Paraa bedeutet in der Sprache der Bunyoro so viel wie Platz der Nilpferde von denen es dort tatsächlich sehr viele gibt.